# Мезе (провінція Сондріо)
Мезе (італ. Mese) — муніципалітет в Італії, у регіоні Ломбардія, провінція Сондріо.
Мезе розташоване на відстані близько 550 км на північний захід від Рима, 95 км на північ від Мілана, 40 км на захід від Сондріо.
Населення — 1800 осіб (2014).

## Демографія
Населення за роками:

Станом на 1 січня 2023 року в муніципалітеті офіційно проживало 40 іноземців з 13 країн, серед них 5 громадян країн Євросоюзу та 7 громадян України.

## Сусідні муніципалітети
- К'явенна
- Гордона
- Прата-Кампортаччо
- Сан-Джакомо-Філіппо